# Wikipédia em inglês
A Wikipédia anglófona ou inglesa (em inglês:  Wikipedia) é a versão da Wikipédia em inglês. É a maior das Wikipédias, com mais de 6 milhões de artigos. Foi fundada em 15 de janeiro de 2001.
Especialmente pelo fato de o inglês ser usado como segunda língua por muitas pessoas, trata-se da principal Wikipédia, seja no aspecto “número de artigos” (mais de 6 milhões) ou número de usuários. Foi a pioneira no projeto Wikipédia.
Os usuários da Wikipédia em inglês representam 37,2% das edições do projeto Wikipédia. Os países que mais possuem usuários na Wikipédia em inglês são: Estados Unidos (com 39,9%), Reino Unido (com 16,7%) e Canadá (com 6%).
Para se ter uma ideia da quantidade de artigos, se for feita uma versão impressa da Wikipédia em inglês, serão necessárias 6 impressoras para acompanhar todas as alterações feitas em tempo real. E toda essa quantidade pode ser armazenada em um cartão SD de 128 GB.

## Cronologia
- 16 de janeiro de 2001: primeira página da Wikipédia em inglês, UuU (en:Wikipedia:UuU) foi criada.
- 21 de janeiro de 2003: 100 000 artigos.
- 2 de fevereiro de 2004: 200 000 artigos.
- 7 de julho de 2004: 300 000 artigos.
- 20 de novembro de 2004: 400 000 artigos.
- 17 de março de 2005: 500 000 artigos.
- 18 de junho de 2005: 600 000 artigos.
- 25 de agosto de 2005: 700 000 artigos.
- 1 de novembro de 2005: 800 000 artigos.
- 4 de janeiro de 2006: 900 000 artigos.
- 1 de março de 2006: 1 000 000 artigos.
- 9 de setembro de 2007: 2 000 000 artigos.
- 11 de agosto de 2008: 2 500 000 artigos.
- 18 de agosto de 2009: 3 000 000 artigos.
- 13 de julho de 2012: 4 000 000 artigos.
- 25 de abril de 2014: 4 500 000 artigos.[4]
- agosto de 2015: 4 950 000 artigos.
- 1 de novembro de 2015: 5 000 000 artigos.[4]
- 23 de janeiro de 2020: 6 000 000 artigos.

## Publicações
- Livro The Wikipedia Revolution